# White Cliffs
White Cliffs ist ein kleiner Ort in New South Wales in Australien im Central Darling Shire mit 156 Einwohnern (2021), der nur wegen seiner Opalfunde im Outback gegründet wurde. Der Ort liegt 93 Kilometer nördlich von Wilcannia und 286 Kilometer nordöstlich von Broken Hill. Sydney ist 1.051 Kilometer entfernt.

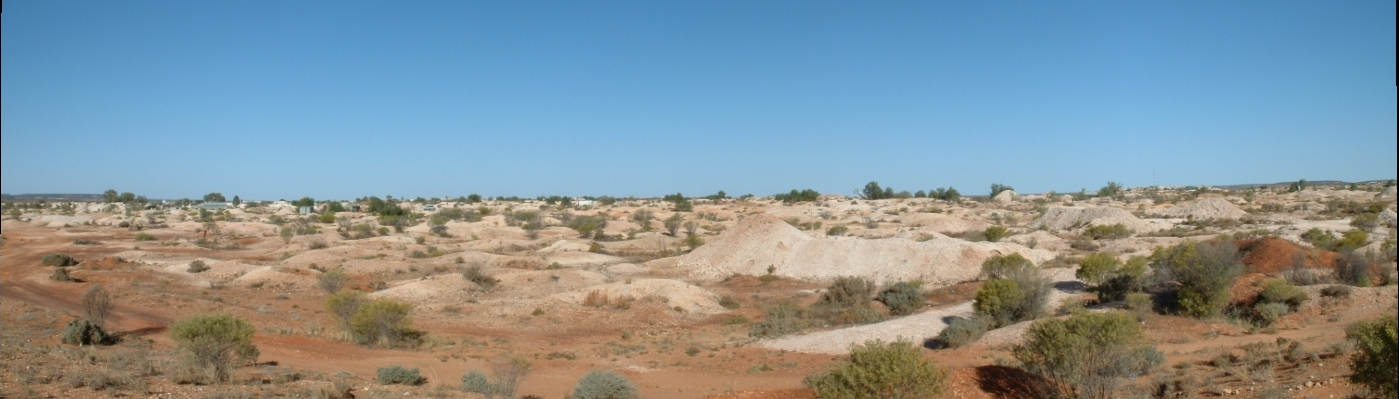
Opalfelder von White Cliffs

Die Stadt entstand zum Ende des 19. Jahrhunderts, als Jäger in der Gegend von White Cliffs zufällig Opale fanden. Bei der Verfolgung eines bei der Jagd verletzten Kängurus nahm ein Jäger einen Stein auf, den man einem Juwelier vorlegte und der ihn als Opal erkannte. Anschließend begann der Ansturm der Opal-Schatzgräber. Die Abbaufelder wurden später nach dem Gold Mining Act eingetragen, denn zum Zeitpunkt der Minengründungen waren in Australien Opale noch nicht als Edelsteine anerkannt. Ein Großteil der Abbaufelder ist erschöpft und es sind deshalb nur noch wenige in Betrieb.
In den Opalfeldern von White Cliffs leben die Menschen vornehmlich in Wohnhöhlen, die auch bei großer Hitze ein gemäßigtes Klima von etwa 23 °C bieten. Des Weiteren gibt es unterirdische Motels, Hotels, Restaurants, Bed-and-Breakfast-Unterkünfte, Caravanparks und Campingplätze.
Eine Grundschule existiert seit 1895. In White Cliffs wurde im Jahre 1981 die erste Sonnenenergie-Station Australiens aufgebaut.